# 라트비아군

라트비아군(라트비아어: Latvijas Nacionālie bruņotie spēki, 영어: Latvian National Armed Forces) 또는 NBS는 라트비아의 군대이다. 라트비아의 국방 개념은 이동성이 뛰어나고 전문적인 신속 대응 부대와 필요할 경우 비교적 빠르게 동원할 수 있는 예비군을 기반으로 한다. 국군은 육군, 해군, 공군, 주 방위군으로 구성된다. 주요 임무는 국가 영토를 보호하고 국제 군사 작전에 참여하며 국가 안보에 대한 위협을 방지하는 것이다.

## 임무
국군(NAF)의 임무는 국가의 주권과 영토 보전을 수호하고 외국 또는 국내의 무력 공격으로부터 국민을 보호하는 것이다. 이러한 임무를 수행하기 위해 NAF는 국가와 영공 및 영해의 방어를 제공하고, 대규모 위기 대응 작전에 참여하고, 긴급 구조 작전을 수행하며, 국제 평화 유지 작전에 참여한다.
주 임무는 아래와 같다.
- 모든 국가 영토, 수역 및 영공의 불가침성을 보장한다.
- 국제 작전에 참여한다.
- 국가 위협 제거에 참여한다.
- 인력 및 예비군 훈련을 제공한다.
- 전문적인 전투 훈련의 현대화와 강화를 보장한다.